# St Andrews and Deerness

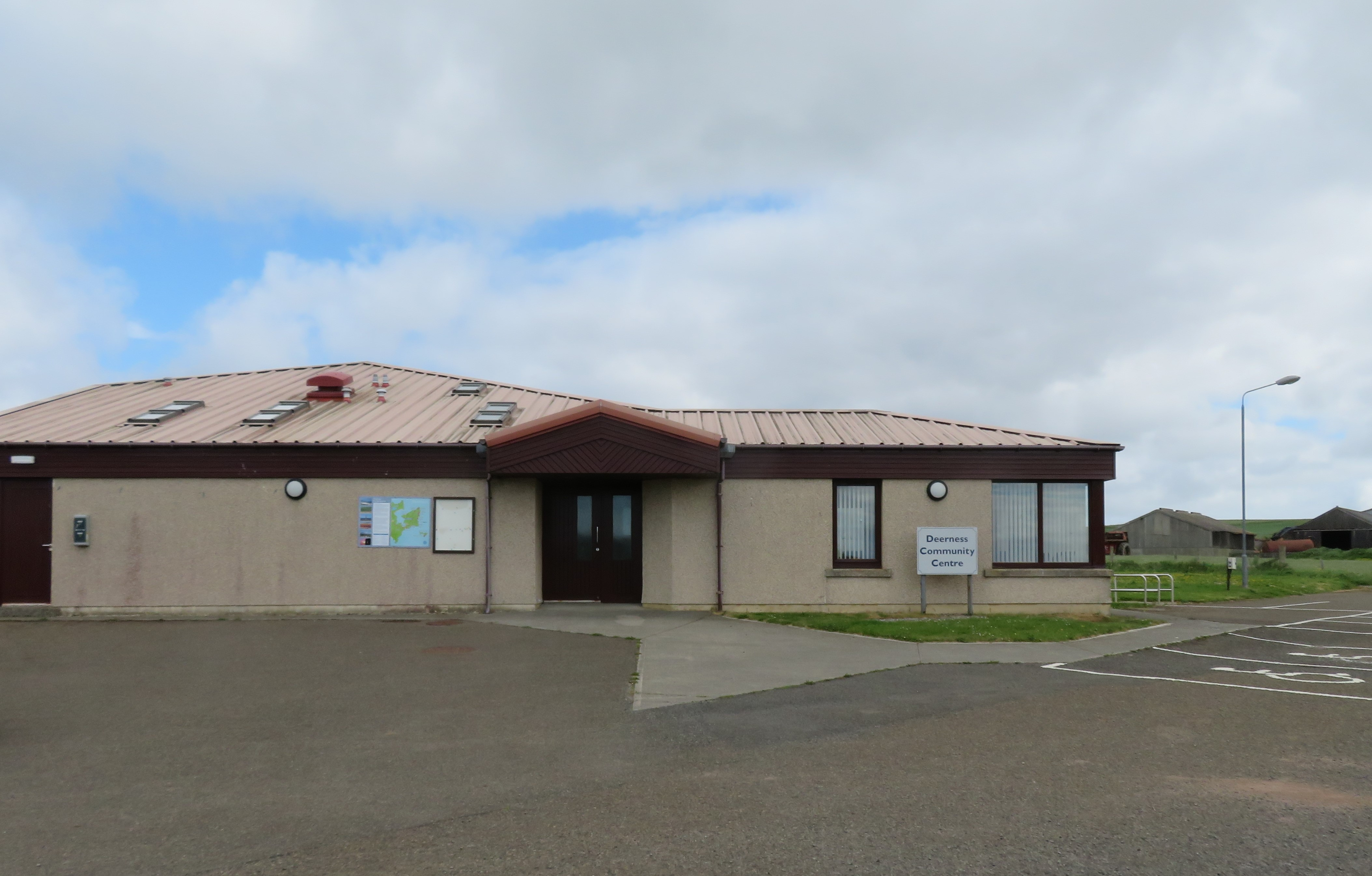
Gemeindehaus in Deerness

St Andrews and Deerness ist eine Gemeinde (Community Council Area) auf den Orkneyinseln im Norden von Schottland.
Hervorgegangen ist sie aus einer historischen Verwaltungseinheit (Civil Parish), deren Gebiet im Osten der Insel Mainland liegt. Es hat eine unregelmäßige Form, die geprägt ist durch die Buchten Deer Sound und St Peter's Pool in der Mitte. Es gibt zwei angrenzende Gemeinden, Kirkwall and St Ola im Westen und Holm im Südwesten. Den Osten der Gemeinde bildet die Halbinsel Deerness. Zu ihr gehören mit Black Holm, Corn Holm, Copinsay, Horse of Copinsay und Ward Holm mehrere kleinere Inseln. 
Größere Orte in der Nähe sind Stromness, knapp 30 Kilometer im Westen, sowie Kirkwall, etwa 10 Kilometer im Nordwesten. Unter den zugehörigen Ortschaften sind Toab und Tankerness.
Ende des 20. Jahrhunderts wurde das Civil Parish in eine Community Council Area umgewandelt.